# NGC 7273
NGC 7273 (również PGC 68768) – galaktyka soczewkowata (S0), znajdująca się w gwiazdozbiorze Jaszczurki. Odkrył ją Édouard Jean-Marie Stephan 20 września 1876 roku.